# Consorci del Patrimoni de Sitges
El Consorci del Patrimoni de Sitges és un ens consorcial públic de caràcter local i la unitat de gestió dels museus de Sitges, i fou creat el 23 de desembre de 1994 per acord de la Diputació de Barcelona i l'Ajuntament de Sitges.
Ajuntament i Diputació són propietaris cadascun de la meitat dels béns consorciats. L'Ajuntament de Sitges ho és del Museu del Cau Ferrat per llegat testamentari de Santiago Rusiñol, i del Palau de Maricel per compra (1954). La Diputació de Barcelona va rebre per llegat testamentari el Museu Romàntic Can Llopis (1943) i l'obrí com a museu públic sis anys més tard (1949), i també és propietària per adquisició de l'edifici del Museu de Maricel (1969), així com de la Col·lecció del Dr. Jesús Pérez-Rosales, per donació (1968). També és propietària per adquisició de Can Rocamora (1973) situat entre el Museu del Cau Ferrat i el Museu de Maricel, i per llegat de Can Falç, casa de la principal família de mercaders marítims sitgetans des del segle xvi.
Els objectius del CPS són la preservació, documentació, conservació i difusió del patrimoni històric, artístic i cultural de Sitges i el coneixement de l'art en general; i la gestió dels equipaments adscrits i la prestació dels serveis propis d'aquest àmbit.
Els òrgans de govern i de gestió del CPS estan integrats pel Consell General, la Comissió Executiva, la Presidència, la Vicepresidència i la Direcció-Gerència, les responsabilitats dels quals queden establerts pels Estatuts del CPS.